# Мелвін Лейрд
Мелвін Роберт Лейрд (англ. Melvin Laird; 1 вересня 1922, Омаха, Небраска, США — 16 листопада 2016, Форт-Маєрс) — американський політичний діяч, член Республіканської партії.

## Біографія
Мелвін Лерд є онуком Вільяма Д. Коннора (1864—1944), який в 1907—1909 роках був заступником губернатора штату Вісконсин. Закінчив в 1942 році зі ступенем бакалавра навчання в Карлтон-Коледж в штаті Міннесота і з тих пір служив у ВМС США. У 1946—1952 роках був наступником свого батька в сенаті від штату Вісконсин, з 1952 депутат в Палаті представників США. Президент Річард Ніксон призначив його в 1969 році міністром оборони в своєму кабінеті.
Він закликав Ніксона продовжити політику «в'єтнамізації», по залученню в'єтнамців до участі у війні у В'єтнамі. Для підтримки армії Південного В'єтнаму він почав в 1972 році проект «Enhance Plus», який дав короткочасний позитивний результат.